# Lijst van rijksmonumenten in Maastricht/Spilstraat
Een overzicht van de 15 rijksmonumenten in de stad Maastricht gelegen aan of bij de Spilstraat.
| Object                                                                  | Oorspronkelijke functie? | Bouwjaar              | Architect | Locatie          | Coördinaten?                 | Nr.?  | Afbeelding        |
| ----------------------------------------------------------------------- | ------------------------ | --------------------- | --------- | ---------------- | ---------------------------- | ----- | ----------------- |
| Huis met lijstgevel.                                                    | Woonhuis                 | 18e/19e eeuw (trant)  |           | Spilstraat 2     | 50° 51' 3" NB, 5° 41' 25" OL | 27535 | Meer afbeeldingen |
| Huis met lijstgevel.                                                    | Woonhuis                 | eerste helft 18e eeuw |           | Spilstraat bij 3 | 50° 51' 2" NB, 5° 41' 26" OL | 27536 | Meer afbeeldingen |
| Huis met lijstgevel.                                                    | Gebouw                   | eerste helft 18e eeuw |           | Spilstraat 3     | 50° 51' 2" NB, 5° 41' 26" OL | 27537 | Meer afbeeldingen |
| Huis met brede lijstgevel en gevelsteen met zon.                        | Gebouw                   | 18e eeuw              |           | Spilstraat 4     | 50° 51' 2" NB, 5° 41' 25" OL | 27538 | Meer afbeeldingen |
| Huis met lijstgevel.                                                    | Woonhuis                 | 18e eeuw              |           | Spilstraat 5     | 50° 51' 2" NB, 5° 41' 26" OL | 27539 | Meer afbeeldingen |
| Huis met voorgevel eindigend in een Maaslands hoofdgestel met consoles. | Gebouw                   | 17e eeuw - 18e eeuw   |           | Spilstraat 8     | 50° 51' 1" NB, 5° 41' 25" OL | 27540 | Meer afbeeldingen |
| Huis met lijstgevel in Naamse steen.                                    | Woonhuis                 | 1809                  |           | Spilstraat 9     | 50° 51' 1" NB, 5° 41' 26" OL | 27541 | Meer afbeeldingen |
| Huis met lijstgevel.                                                    | Woonhuis                 | 18e eeuw              |           | Spilstraat 11    | 50° 51' 1" NB, 5° 41' 26" OL | 27542 | Meer afbeeldingen |
| Huis met lijstgevel.                                                    | Woonhuis                 | 18e eeuw              |           | Spilstraat 13    | 50° 51' 1" NB, 5° 41' 26" OL | 27543 | Meer afbeeldingen |
| Huis met lijstgevel.                                                    | Woonhuis                 | 18e eeuw              |           | Spilstraat 15    | 50° 51' 1" NB, 5° 41' 26" OL | 27544 | Meer afbeeldingen |
| Huis met lijstgevel.                                                    | Woonhuis                 | 18e eeuw              |           | Spilstraat 17    | 50° 51' 1" NB, 5° 41' 26" OL | 27545 | Meer afbeeldingen |
| Huis met brede lijstgevel.                                              | Woonhuis                 | tweede kwart 19e eeuw |           | Spilstraat 18    | 50° 51' 0" NB, 5° 41' 25" OL | 27546 | Meer afbeeldingen |
| Huis met gepleisterde gevel.                                            | Werk-woonhuis            | 18e eeuw              |           | Spilstraat 21    | 50° 51' 0" NB, 5° 41' 26" OL | 27547 | Meer afbeeldingen |
| Huis met lijstgevel van Naamse steen met segmentboogvensters.           | Gebouw                   |                       |           | Spilstraat 23    | 50° 51' 0" NB, 5° 41' 26" OL | 27548 | Meer afbeeldingen |
| Huis met brede lijstgevel.                                              | Gebouw                   | 18e eeuw              |           | Spilstraat 25    | 50° 51' 0" NB, 5° 41' 26" OL | 27549 | Meer afbeeldingen |